# Quận Washington, Tennessee
Quận Washington là một quận thuộc tiểu bang Tennessee, Hoa Kỳ.
Quận này được đặt tên theo. Theo điều tra dân số của Cục điều tra dân số Hoa Kỳ năm 2000, quận có dân số 107.198 người. Dân số năm 209 là 120.598 người. Quận lỵ đóng ở Jonesborough6. Thành phố lớn nhất và trung tâm đào tạo, y khoa và thương mại là Johnson City. Quận này là một bộ phận của vùng đô thị Johnson City.

## Địa lý
Theo Cục điều tra dân số Hoa Kỳ, quận có diện tích 854 km2, trong đó có 9 km2 là diện tích mặt nước.

### Quận giáp ranh
- Quận Sullivan (bắc)
- Quận Carter (đông)
- Quận Unicoi (nam)
- Quận Greene (tây)
- Quận Hawkins (tây bắc)

## Thông tin nhân khẩu
Theo điều tra dân số 2 năm 2000, quận đã có dân số 107.198 người, 44.195 hộ gia đình, và 29.478 gia đình sống trong quận hạt. Mật độ dân số là 328 người trên một dặm vuông (127/km ²). Có 47.779 đơn vị nhà ở với mật độ trung bình là 146 trên một dặm vuông (57/km ²). Cơ cấu chủng tộc của quận gồm 93,72% người da trắng, 3,82% da đen hay Mỹ gốc Phi, 0,24% người Mỹ bản xứ, 0,73% châu Á, Thái Bình Dương 0,02%, 0,51% từ các chủng tộc khác, và 0,97% từ hai hoặc nhiều chủng tộc. 1,38% dân số là người Hispanic hay Latino thuộc một chủng tộc nào. 

Tháp tuổi của dân cư quận Washington

Có 44.195 hộ, trong đó 28,20% có trẻ em dưới 18 tuổi sống chung với họ, 52,60% là đôi vợ chồng sống với nhau, 10,50% có nữ hộ và không có chồng, và 33,30% là không gia đình. 27,80% hộ gia đình đã được tạo ra từ các cá nhân và 9,70% có người sống một mình 65 tuổi hoặc lớn tuổi hơn là người. Cỡ hộ trung bình là 2,33 và cỡ gia đình trung bình là 2,85.
Trong quận, cơ cấu độ tuổi dân số đã được trải ra với 21,30% dưới độ tuổi 18, 10,80% 18-24, 30,00% 25-44, 24,00% từ 45 đến 64, và 13,90% từ 65 tuổi trở lên đã được những người. Độ tuổi trung bình là 37 năm. Đối với mỗi 100 nữ có 94,80 nam giới. Đối với mỗi 100 nữ 18 tuổi trở lên, có 91,70 nam giới.
Thu nhập trung bình cho một hộ gia đình trong quận đạt 33.116 USD, và thu nhập trung bình cho một gia đình là 41.162 USD. Phái nam có thu nhập trung bình 30.874 USD so với 21.485 USD của phái nữ. Thu nhập bình quân đầu người là 19.085 USD. Có 10,20% gia đình và 13,90% dân số sống dưới mức nghèo khổ, bao gồm 16,80% những người dưới 18 tuổi và 14,20% của những người 65 tuổi hoặc hơn.